# Lijst van oeververbindingen over de Utrechtse Vecht

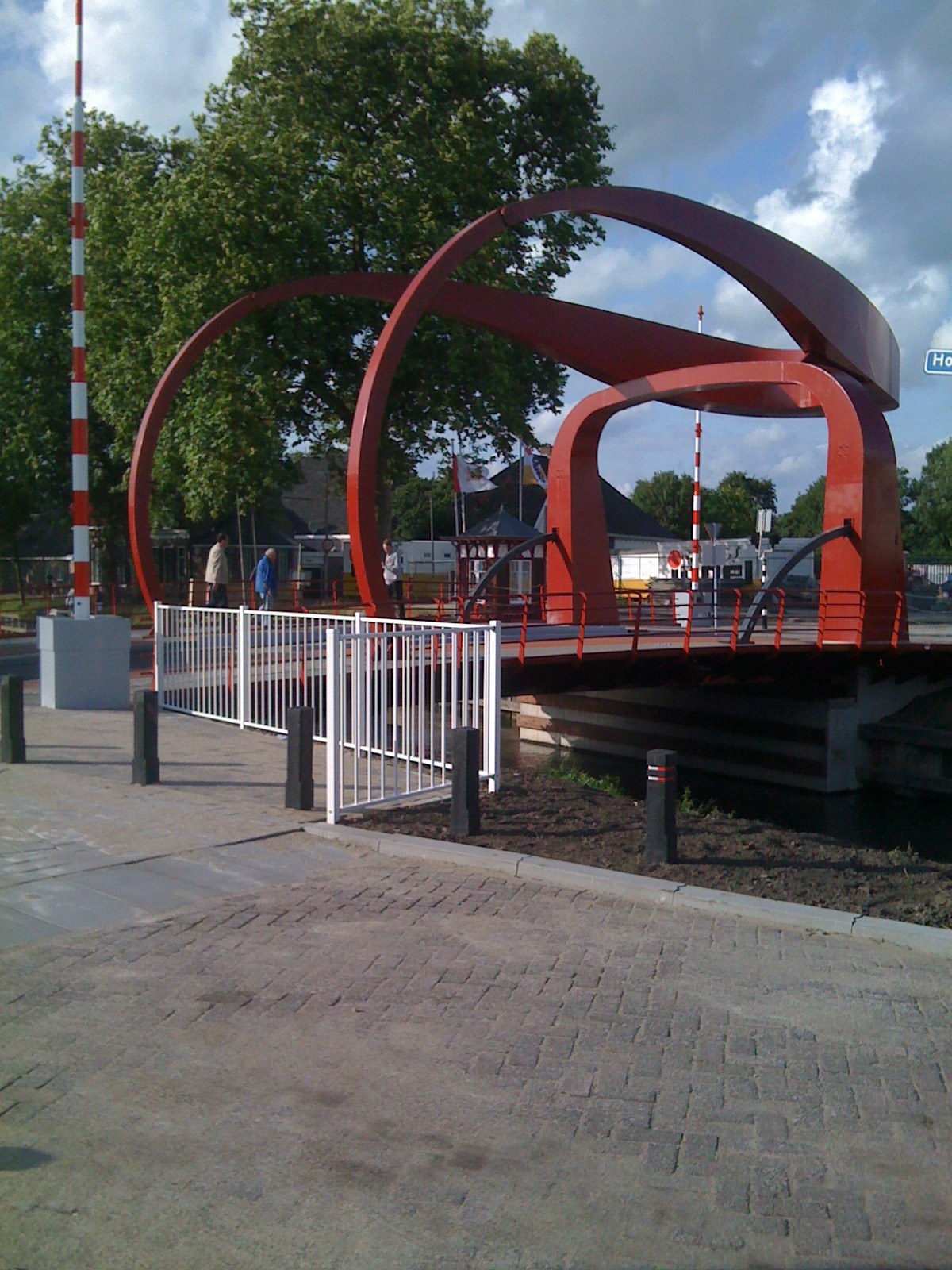
De Rode brug, een van de circa 25 bruggen over de Vecht.

De rivier de Vecht kent diverse oeververbindingen die deze waterweg overspannen. Het karakter van de bruggen verschilt sterk van een monumentaal beweegbaar bruggetje voor uitsluitend voetgangers tot een grote vaste verkeersbrug uit modern gewapend beton. Vanaf de stad Utrecht tot en met Muiden zijn er de volgende bruggen en één aquaduct:

## GemeenteUtrecht

### Weerdsluis

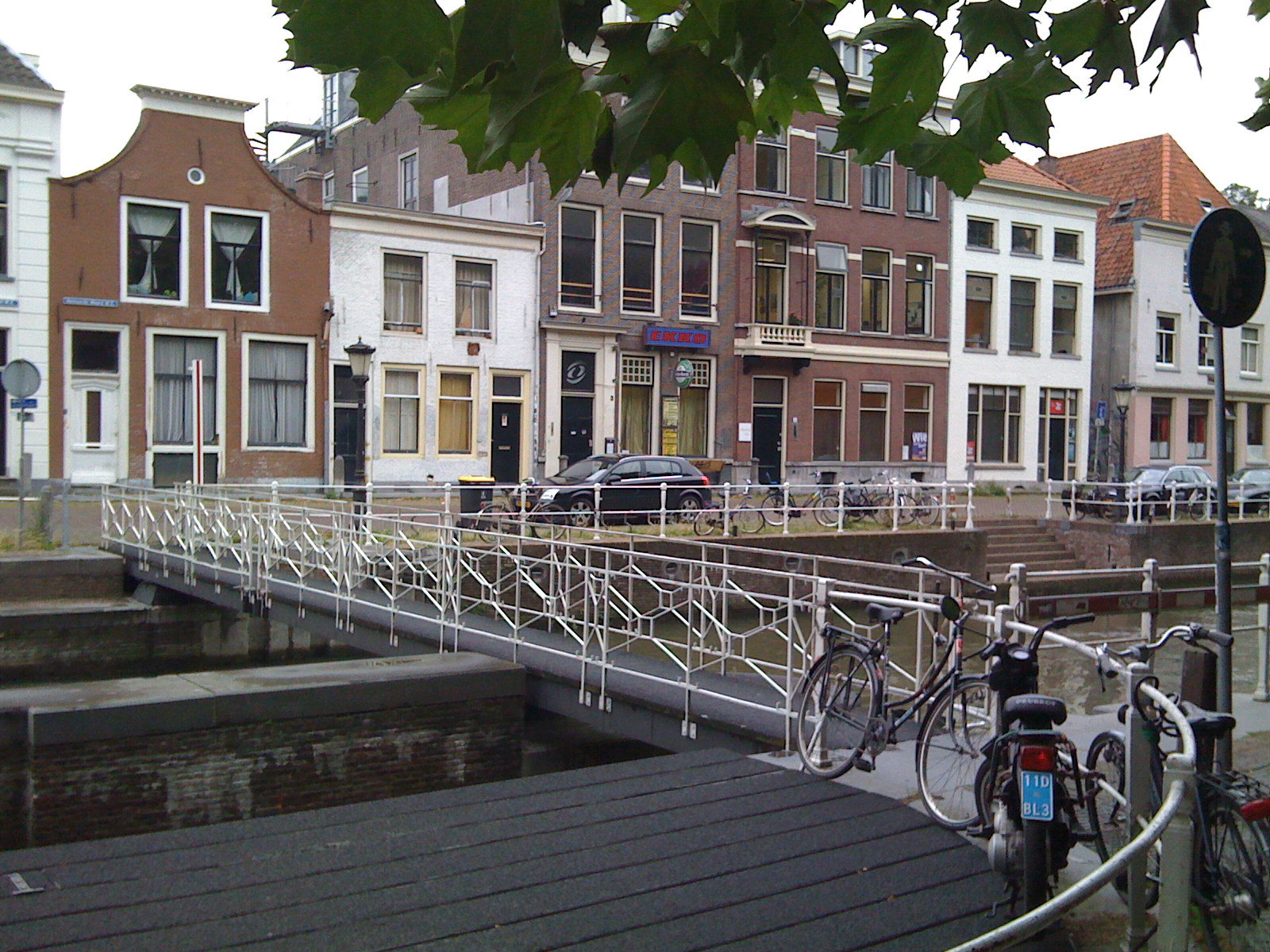
Zuidelijke voetgangersbrug over de Weerdsluis.

Over de Weerdsluis waar de Vecht begint ligt een smalle draaibrug. De Weerdsluis inclusief deze brug is een rijksmonument.

### Stenenbrug

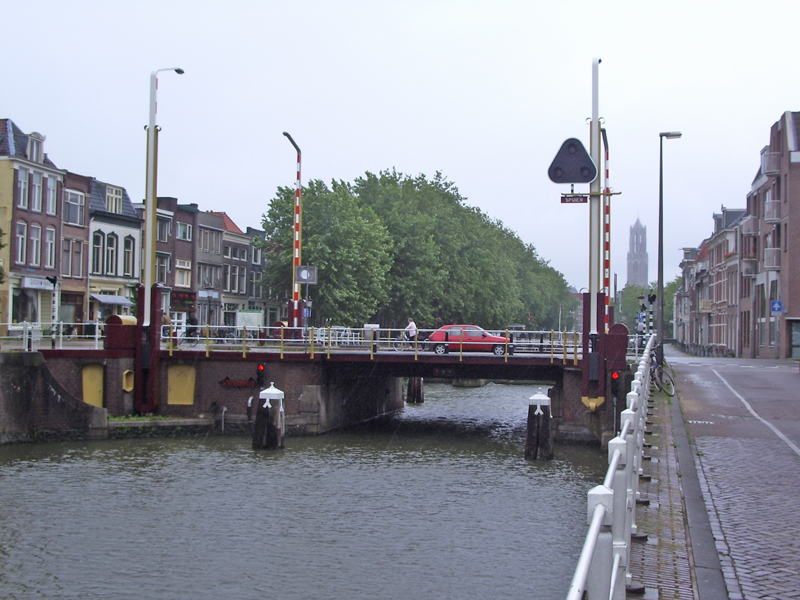
Stenenbrug

De Stenenbrug in Utrecht is een basculebrug die de Kaatstraat met de Adelaarstraat verbindt. De openstelling vond plaats in 1956. Het oostelijke landhoofd bevat een reliëf in baksteen waarop te zien is hoe schepen voorheen in de Vecht werden gejaagd. 
Voor 1956 overspanden meerdere opvolgende bruggen hier de Vecht. De brugnaam bestond al bij deze voorgangers. De laatste voorganger werd in 1906 gebouwd ten behoeve van de aanleg van een tramlijn. Tramlijn 1 reed tot in de jaren 1930 over de brug. 

### David van Mollembrug

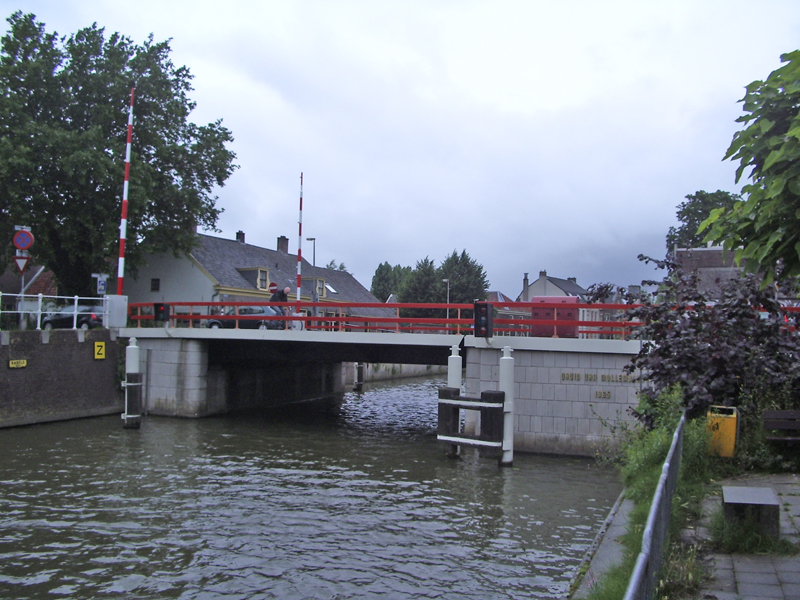
David van Mollembrug

De David van Mollembrug in Utrecht is een basculebrug, gebouwd in 1965, die de David van Mollemstraat met de Draaiweg verbindt. De brug is vernoemd naar zijdehandelaar David van Mollem (1670-1746), die hier zijn buitenhuis Zijdebalen had. De brug verving de, in 1752 gebouwde en in 1877 vernieuwde, Knollenbrug, die iets zuidelijker lag in het verlengde van de nu doodlopende Brugstraat.

### Gasthuismolenbrug

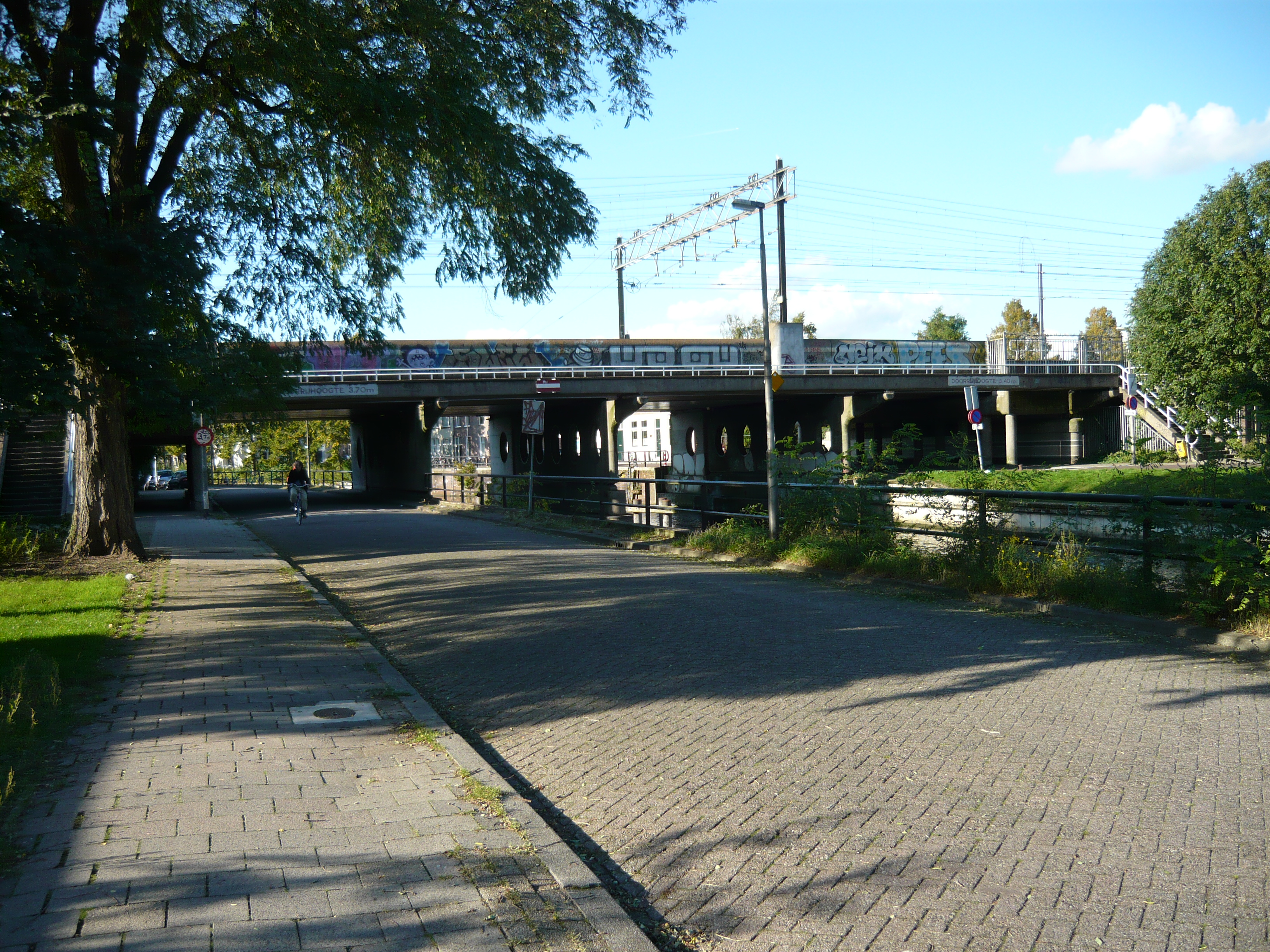
Gasthuismolenbrug

De Gasthuismolenbrug in Utrecht is een spoorbrug in de Centraalspoorweg en is aangelegd tussen 1938 en 1952. Ze is een vaste hooggelegen brug, die ook de kaden van de Vecht overbrugt. 
Voordien bevonden zich hier meerdere opvolgende bruggen over de Vecht ten behoeve van het spoor. In het kader van het plan-Van Marle, een groot project waarin tal van ingrepen plaatsvonden aan het spoor in en om de stad Utrecht, is de laaggelegen spoorbrug in 1941 buiten gebruik gesteld met de gereedkoming van het verhoogde spoortraject. De uiteindelijke voltooiing van dit spoorwerk inclusief de onderdoorgangen voor de kaden vond in 1952 plaats. Sinds de verbreding van het spoor omstreeks 1991 telt de brug vier sporen en een losse brug voor voetgangers. Ontwerp van Sybold van Ravesteyn.

### Rode brug

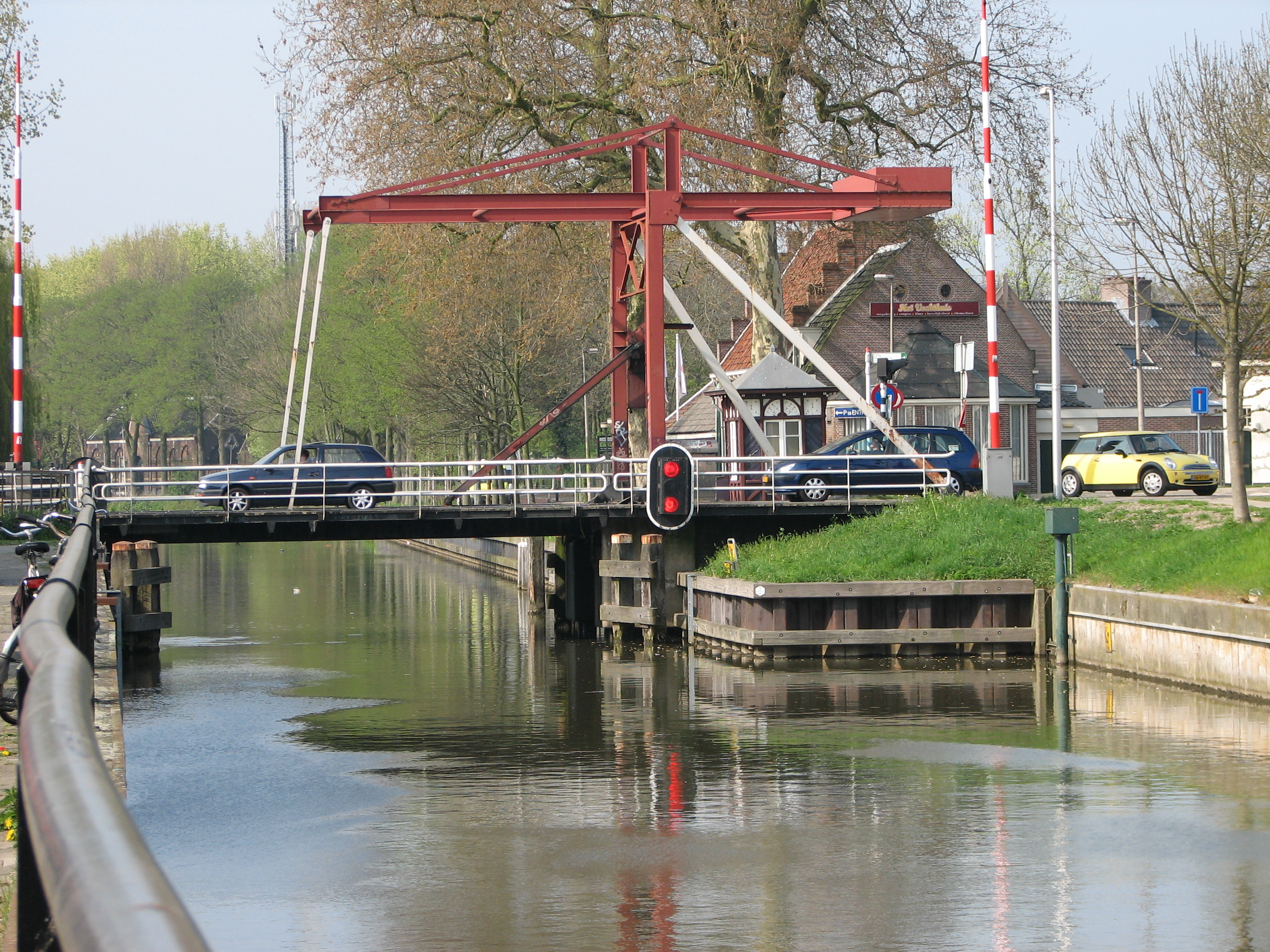
Rode brug 1956 - 2009

De Rode brug (ook wel Rodebrug) in Utrecht is een kleine rode ophaalbrug tussen de Anton Geesinkstraat en de Loevenhoutsedijk, en een verbinding tussen de buurten Ondiep en Loevenhoutsedijk e.o. Het is een smalle brug, slechts breed genoeg voor één auto tegelijk, maar er geldt wel tweerichtingsverkeer. De brug is in 2009 vervangen.

### Marnixbrug

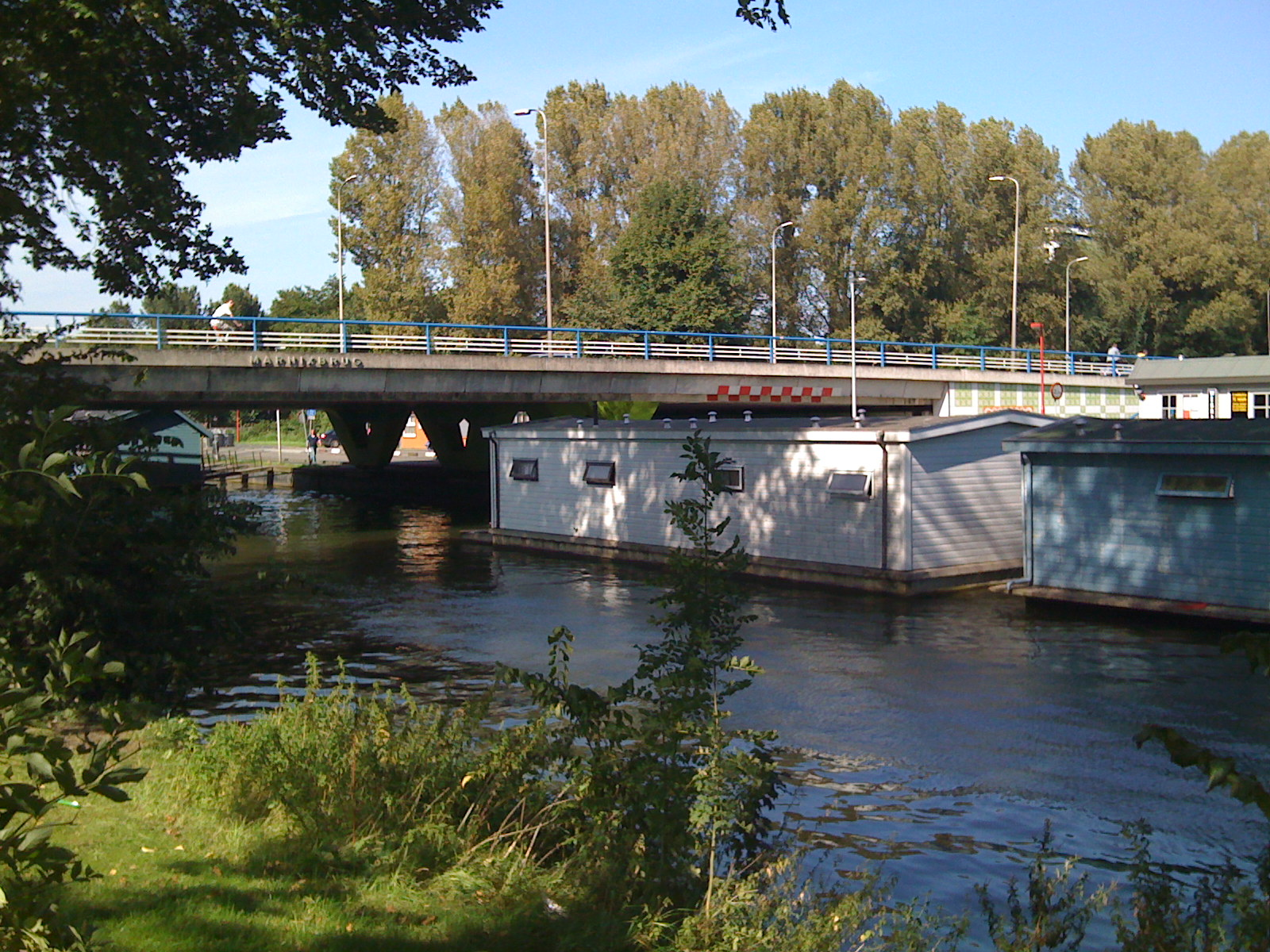
Marnixbrug

De Marnixbrug in Utrecht is een hoge vaste brug met vier rijstroken die de Marnixlaan verbindt met de Einsteindreef en hiermee de wijk Overvecht met de wijk Zuilen. De brug is in 1965-1967 gebouwd, in dezelfde periode dat de nieuwbouwwijk Overvecht verrees. Het oostelijke landhoofd bevat een schuilkelder voor 200 personen. 
Aan weerskanten van de Marnixbrug lagen in het verleden woonboten waarin prostituees hun diensten aanboden. In de volksmond heet dit stukje van de Vecht dan ook de "Gummidreef". 

### J.M. de Muinck Keizerbrug

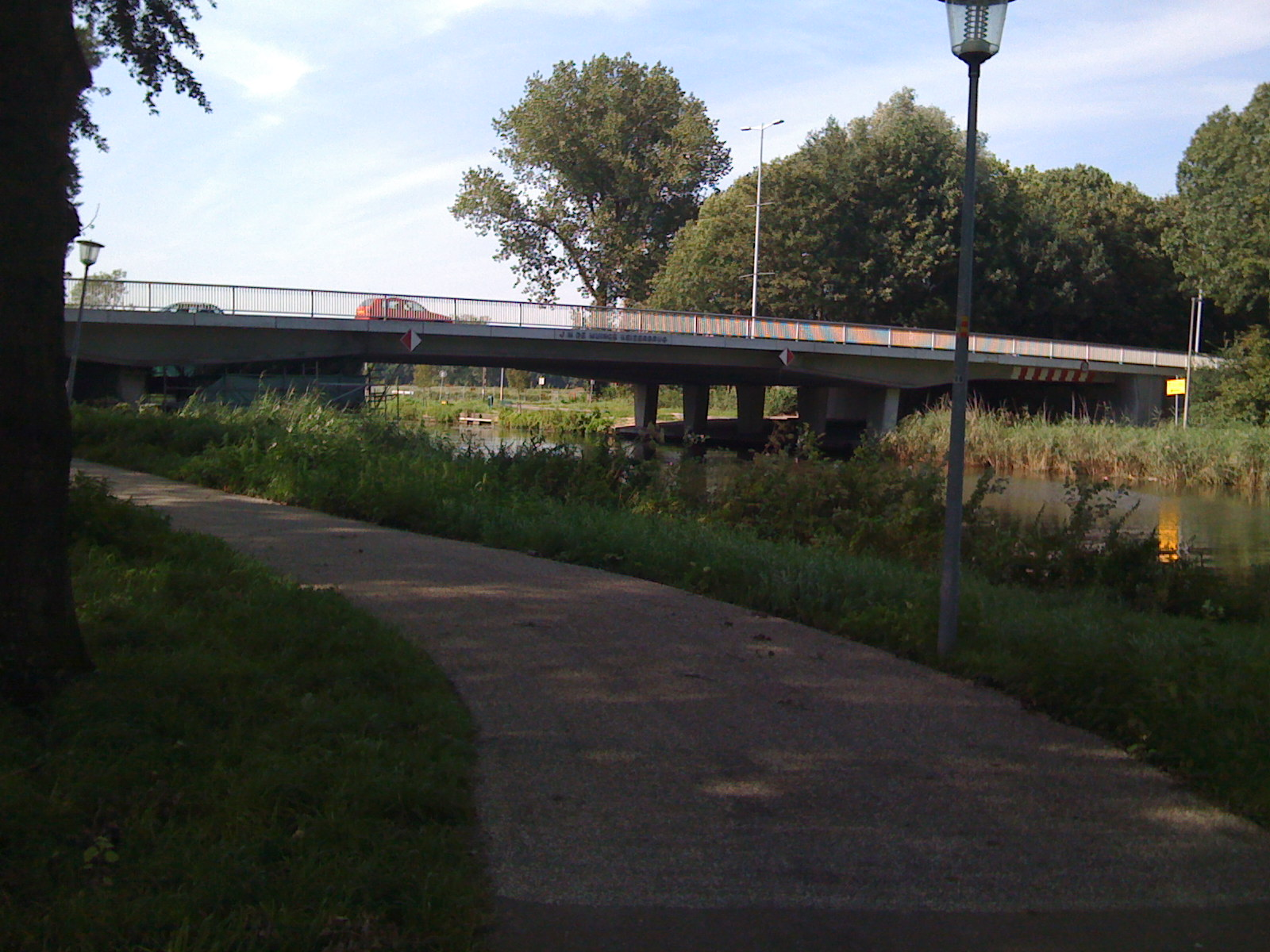
J.M. de Muinck Keizerbrug

De J.M. de Muinck Keizerbrug in Utrecht (vernoemd naar de naamgever van de Demka) is een hoge vaste brug met vier rijstroken die de J.M. de Muinck Keizerlaan verbindt met de Franciscusdreef. Ze is rond 1970 gebouwd. De brug ligt vlak bij het Fort aan de Klop.

## GemeenteStichtse Vecht

### D.M. Plompbrug

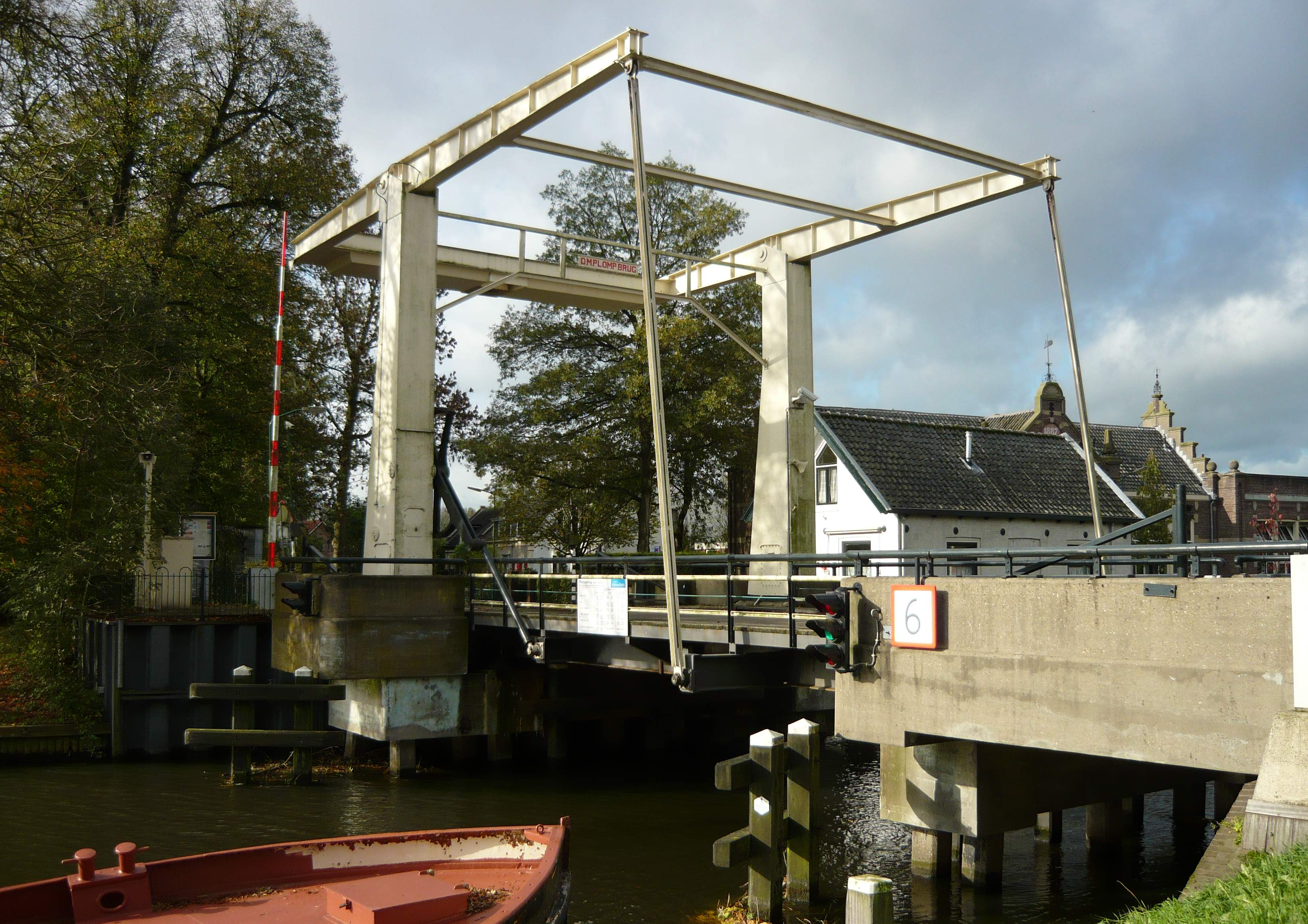
D.M. Plompbrug te Oud-Zuilen.

De D.M. Plompbrug is gelegen in de dorpskern van Oud-Zuilen. Het betreft een stalen ophaalbrug die vernoemd is naar de Zuilense wethouder Dirk Marinus Plomp. De brug is gebouwd in 1935 ter vervanging van een vervallen brug op deze locatie. De ijzeren bovenbouw is vervaardigd door de Zuilense vestiging van Werkspoor. Naast de D.M. Plompbrug staat op de bedieningspost uit 1934 een brugwachtershuisje van omstreeks 1970 dat niet meer voor die functie wordt gebruikt. De bediening gebeurt op afstand vanaf de Termeerbrug.

### Hoekbrug

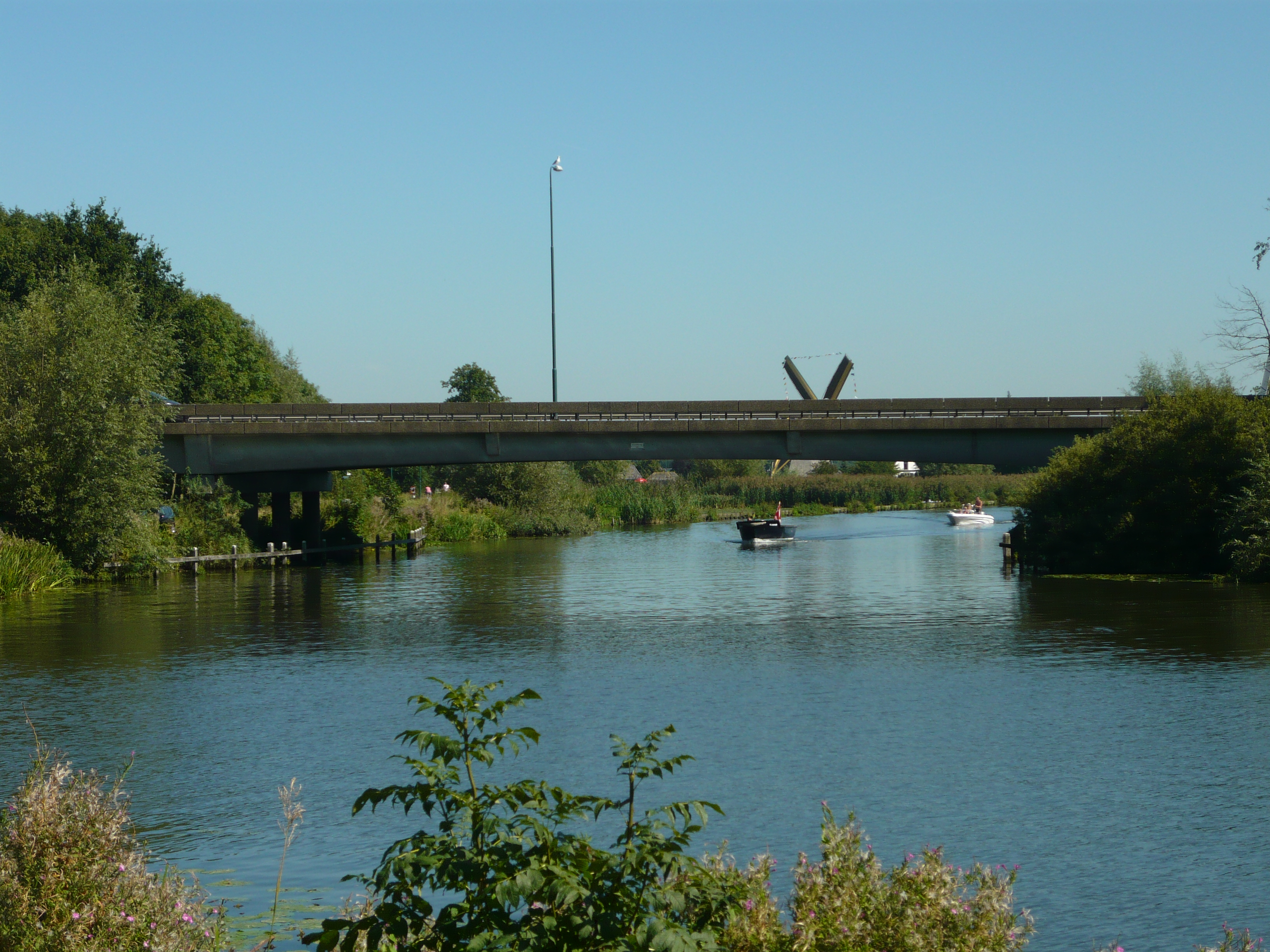
Hoekbrug tussen Oud-Zuilen en Maarssen.

De Hoekbrug is een verkeersbrug tussen de dorpskernen van Oud-Zuilen en Maarssen. Het betreft een vaste brug uit gewapend beton waarover de Sweserengseweg loopt (zie ook provinciale weg 404). 
De brug is vernoemd naar de verdwenen hofstede Meerwijk alias de Hoek die vanuit de middeleeuwen hier lag. Vanaf eind jaren 1970 tot in de jaren 1980 zijn de Zuilense ring en de daarop aansluitende Sweserengseweg met de Hoekbrug aangelegd. Om de aanleg mogelijk te maken is de Vecht deels verlegd.

### Oostwaarderbrug

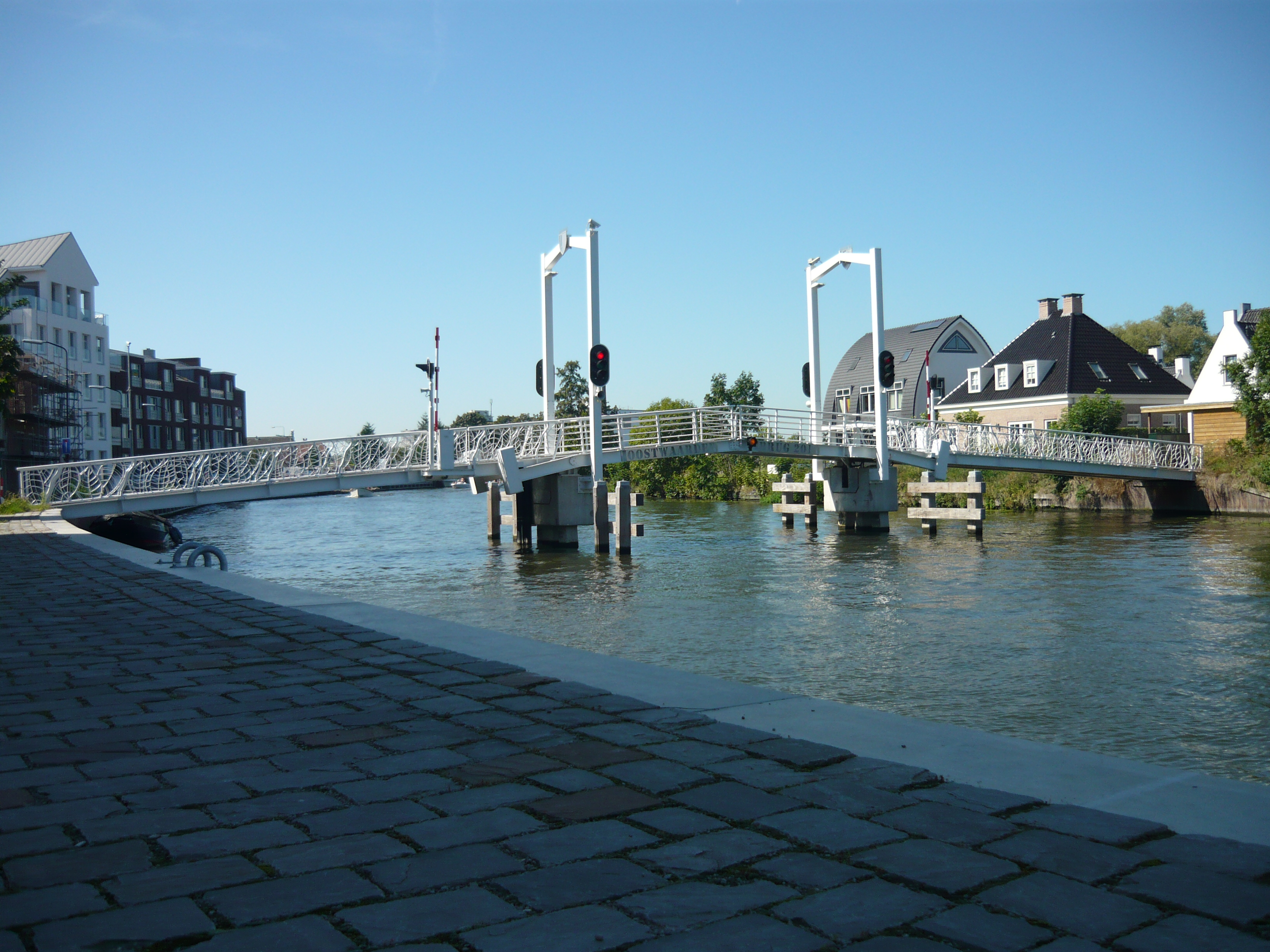
Oostwaarderbrug bij Maarssen

De Oostwaarderbrug is gebouwd in het begin van de 21e eeuw ter hoogte van de Maarssense nieuwbouwwijk Op Buuren. De opening vond in 2011 plaats. De brug is vervaardigd uit staal met een dek van kunststof en wordt gebruikt door langzaam verkeer. De bediening van de beweegbare brughelften gebeurt op afstand vanaf de Termeerbrug. 

### Zuilensebrug

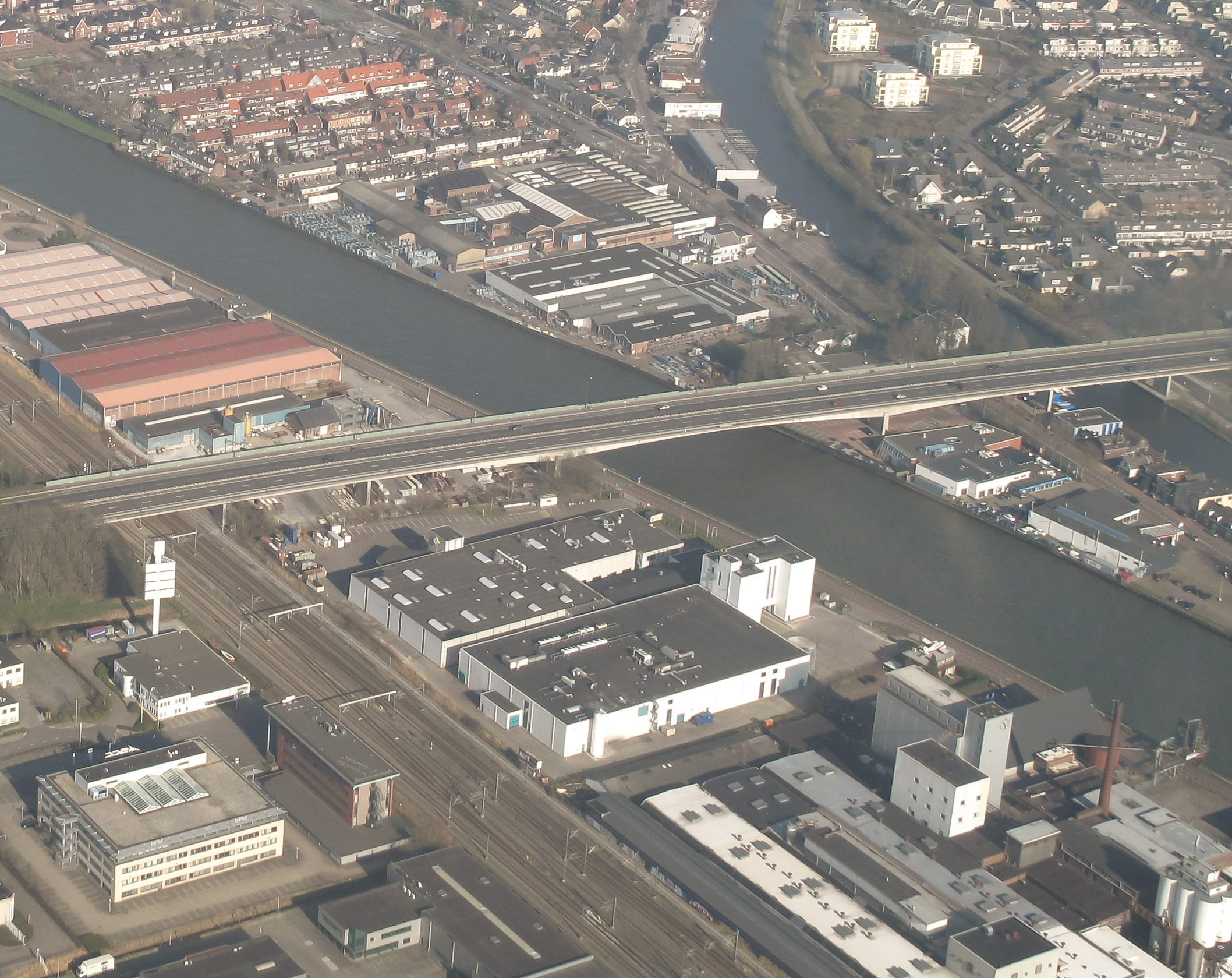
Zuilensebrug

De Zuilensebrug maakt deel uit van de provinciale weg N230 (Zuilense Ring) en overspant zowel de Vecht als het naastgelegen Amsterdam-Rijnkanaal. Het is een vaste brug uit gewapend beton die in 1981 is geopend.

### Termeerbrug

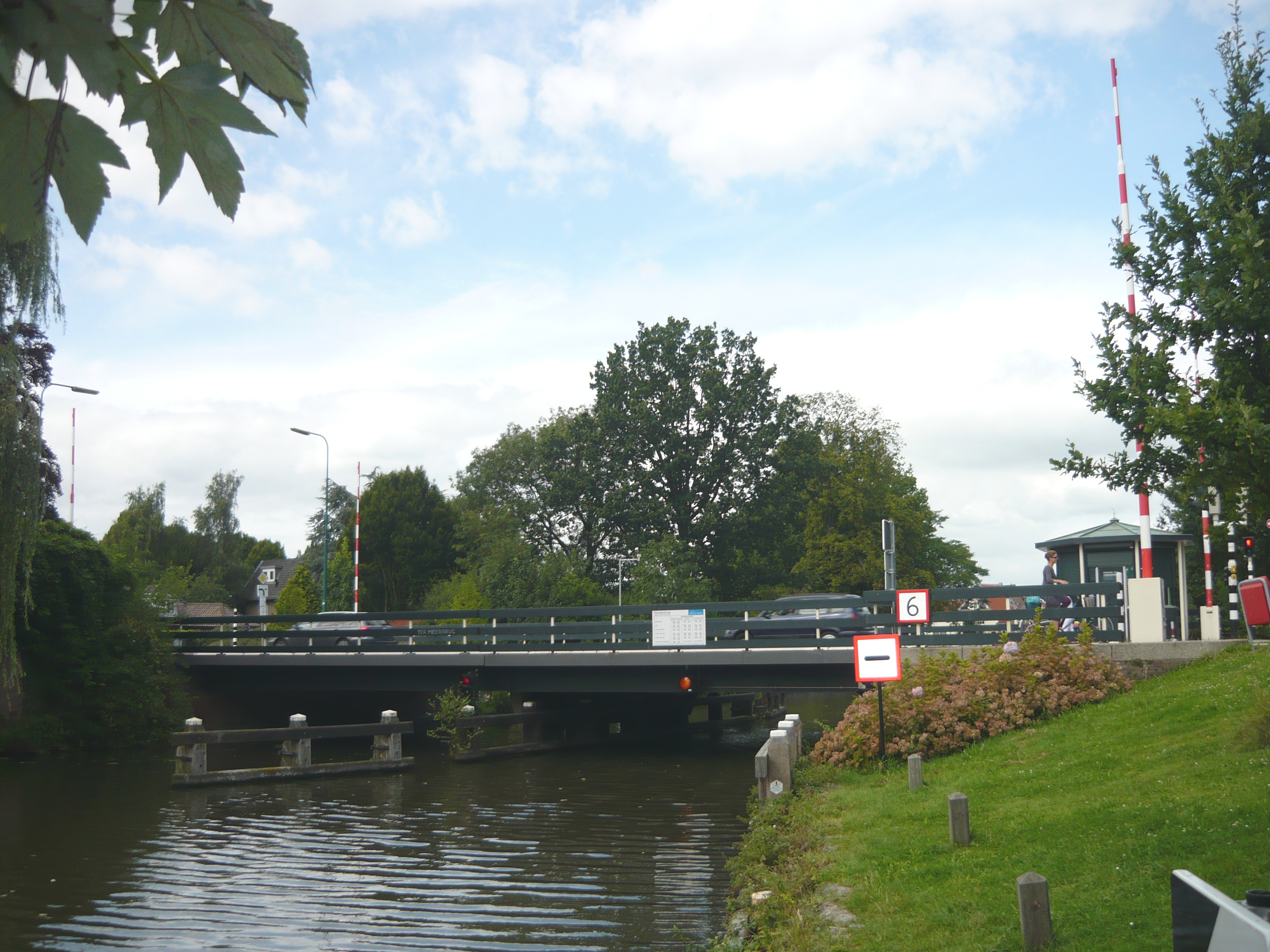
Termeerbrug in Maarssen.

De Termeerbrug is een verkeersbrug in Maarssen die geopend is in 1974. De nabijgelegen Van Lingebrug werd na de opening gesloopt. Tijdens de bouw stond de Termeerbrug bekend als de Parkwegbrug. De brug werd daarbij vernoemd naar de verdwenen ridderhofstad/ buitenplaats Ter Meer die op de westoever lag. Vanuit de bijbehorende brugwachterspost worden ook op afstand de D.M. Plompbrug, Oostwaarderbrug en de wat noordelijker gelegen Evert Stokbrug bediend. 

### Evert Stokbrug

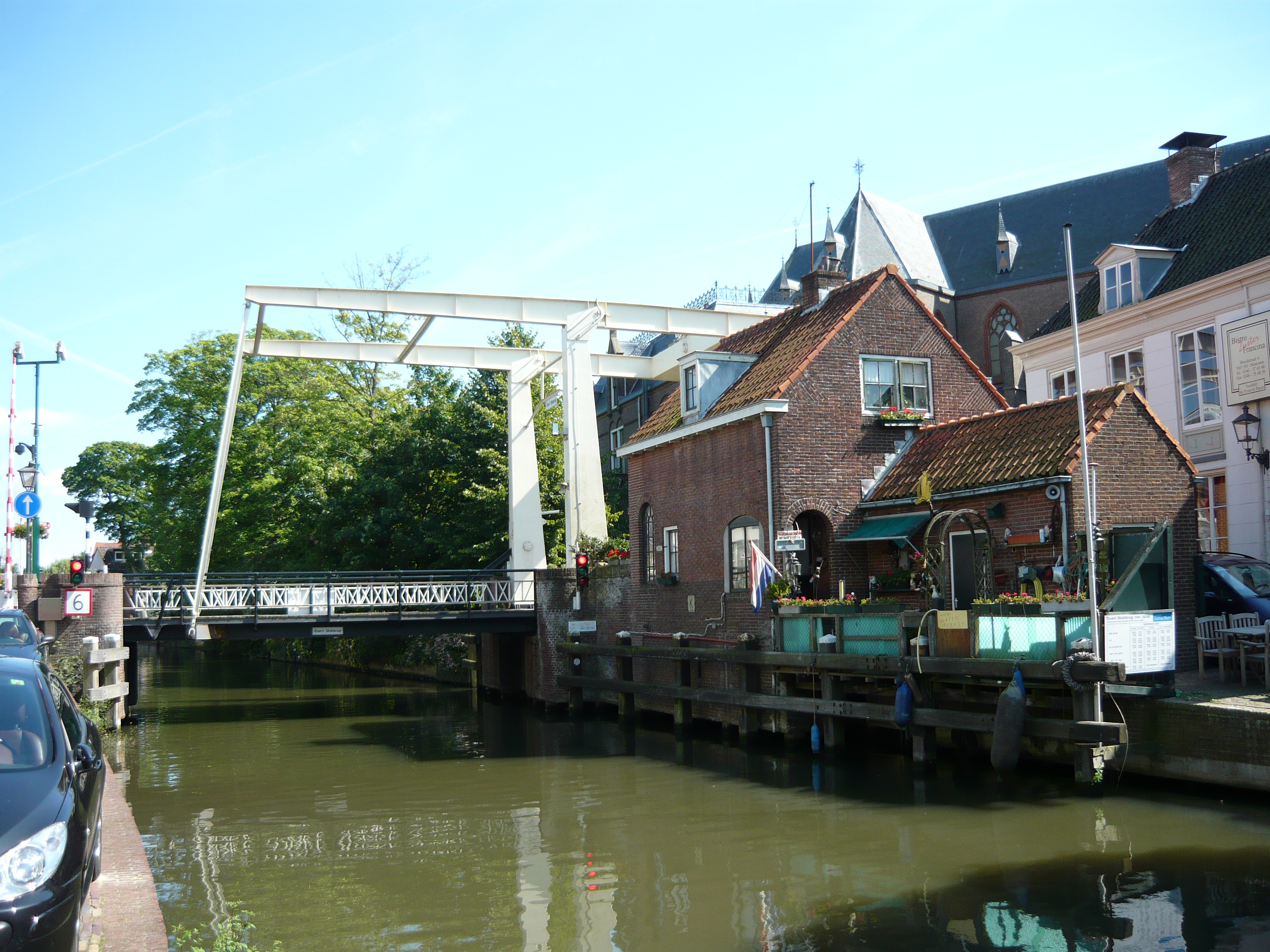
De Evert Stokbrug in Maarssen.

De Evert Stokbrug bevindt zich in de dorpskern van Maarssen. Het betreft een stalen ophaalbrug die een gemeentelijk monument is en een oudere brug heeft vervangen. De bediening gebeurt op afstand vanaf de Termeerbrug.

### Vechtbrug (Breukelen)

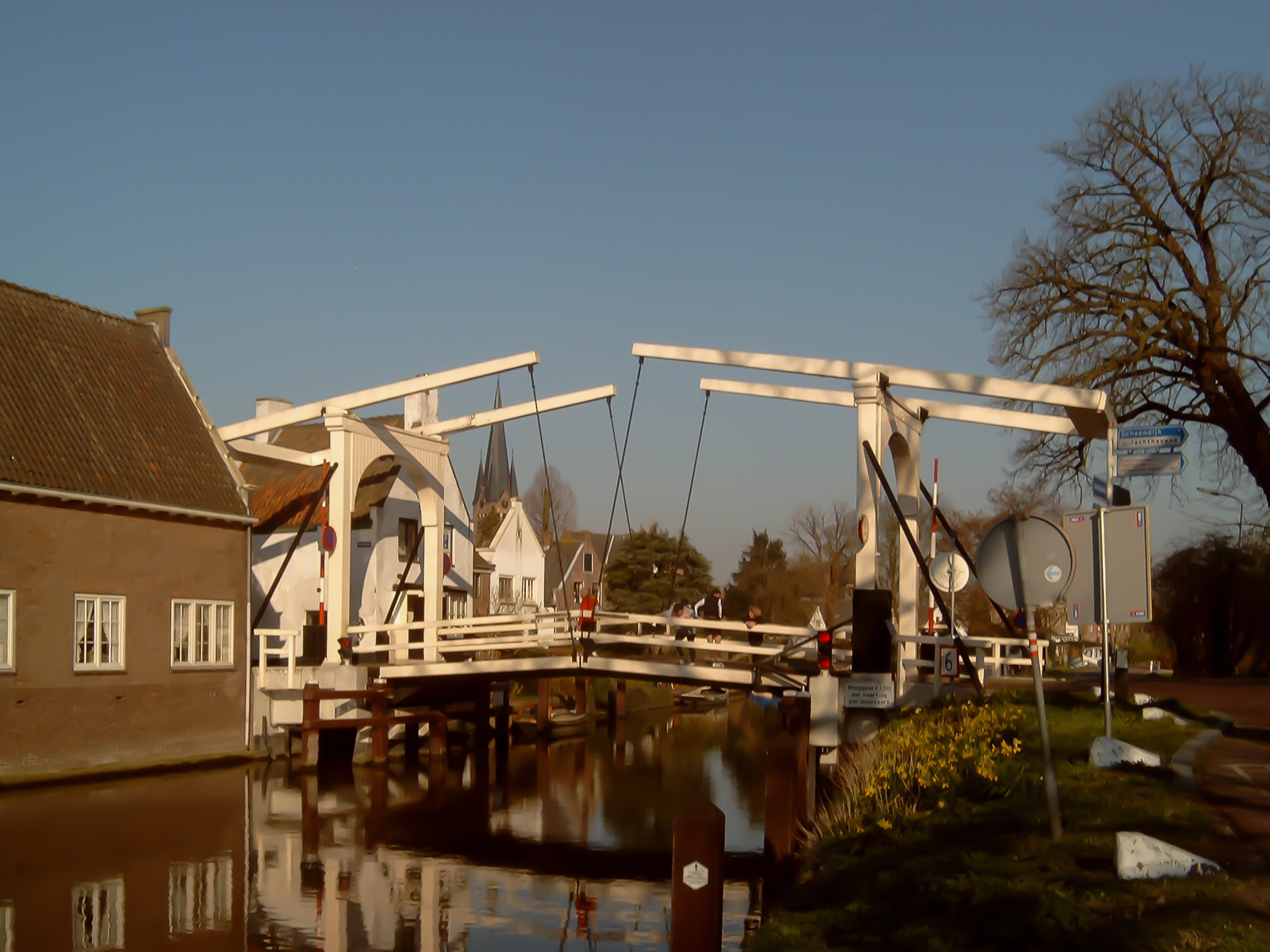
Vechtbrug te Breukelen.

De Vechtbrug is een dubbele stalen ophaalbrug uit 2022 in het dorp Breukelen. De brug verving een exemplaar uit 1938.

### Nieuwersluisbrug

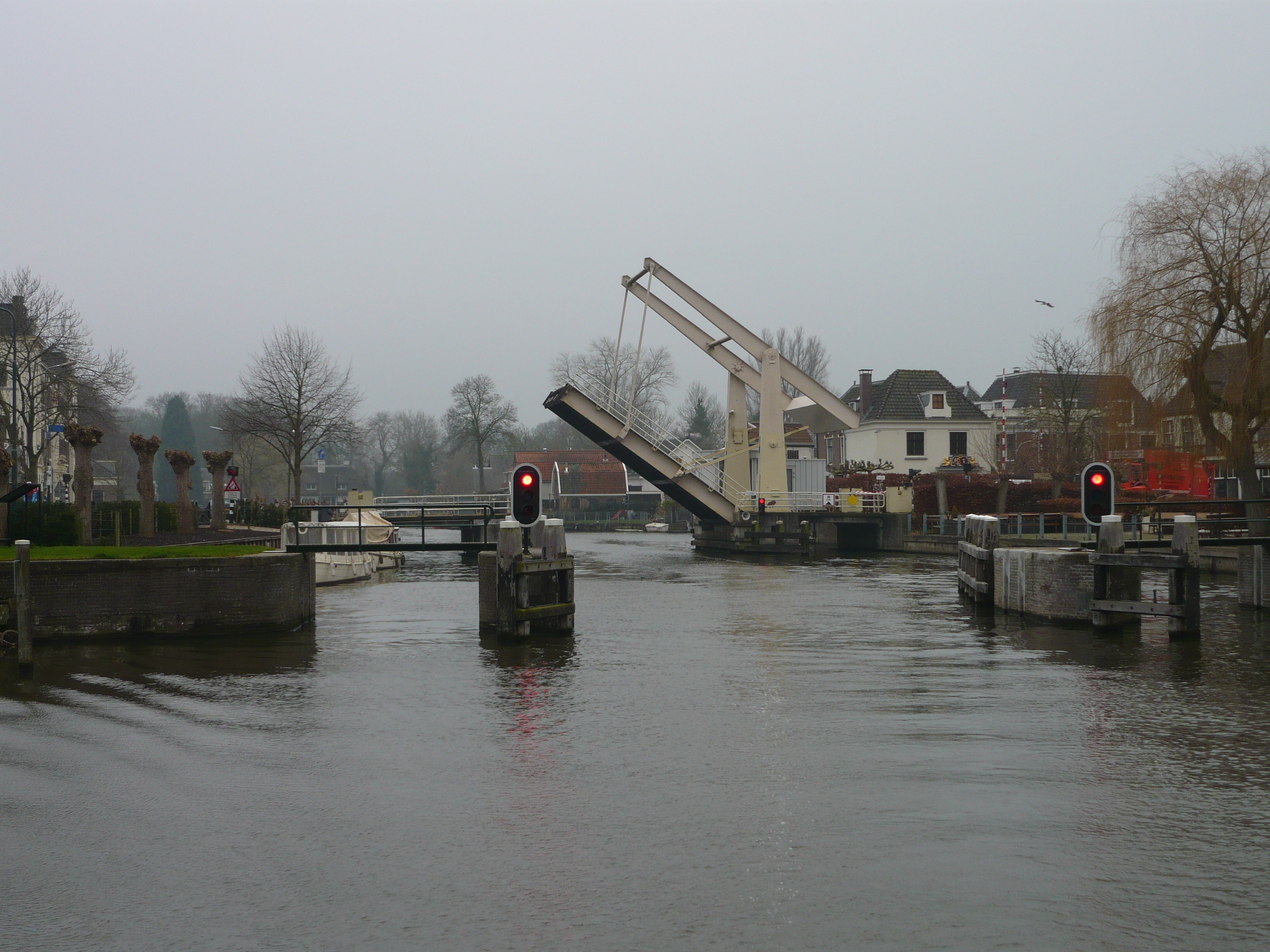
Nieuwersluisbrug.

De Nieuwersluisbrug te Nieuwersluis is een enkele ophaalbrug met een zeer beperkte doorvaarthoogte.

### Cronenburgherbrug

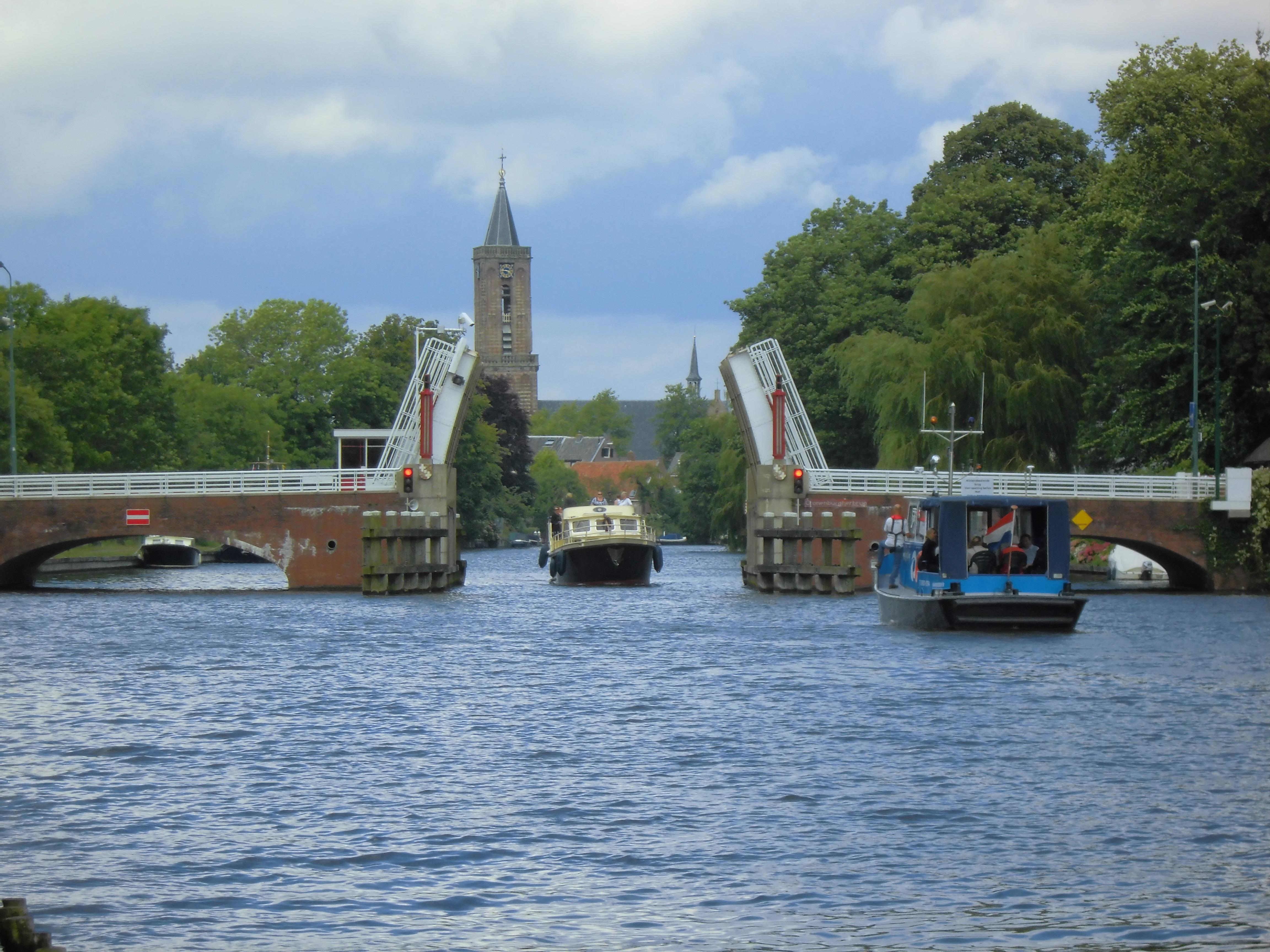
Cronenburgherbrug in Loenen.

De Cronenburgherbrug in Loenen is een dubbele stalen basculebrug tussen twee vaste gemetselde doorvaartopeningen. De brug is in 1933 gebouwd tezamen met een brugwachtershuis en een veldwachterswoning met brandspuitberging. Al deze delen van het complex zijn een rijksmonument. Architect F. van Laren verzorgde het ontwerp van de brug voor opdrachtgever Provinciale Waterstaat welke instantie toen onder leiding stond van de NSB-voorman Anton Mussert. Daaraan hield de Cronenburgherbrug als bijnaam de Mussertbrug over. De brug wordt op afstand bediend.

### Dorpsbrug

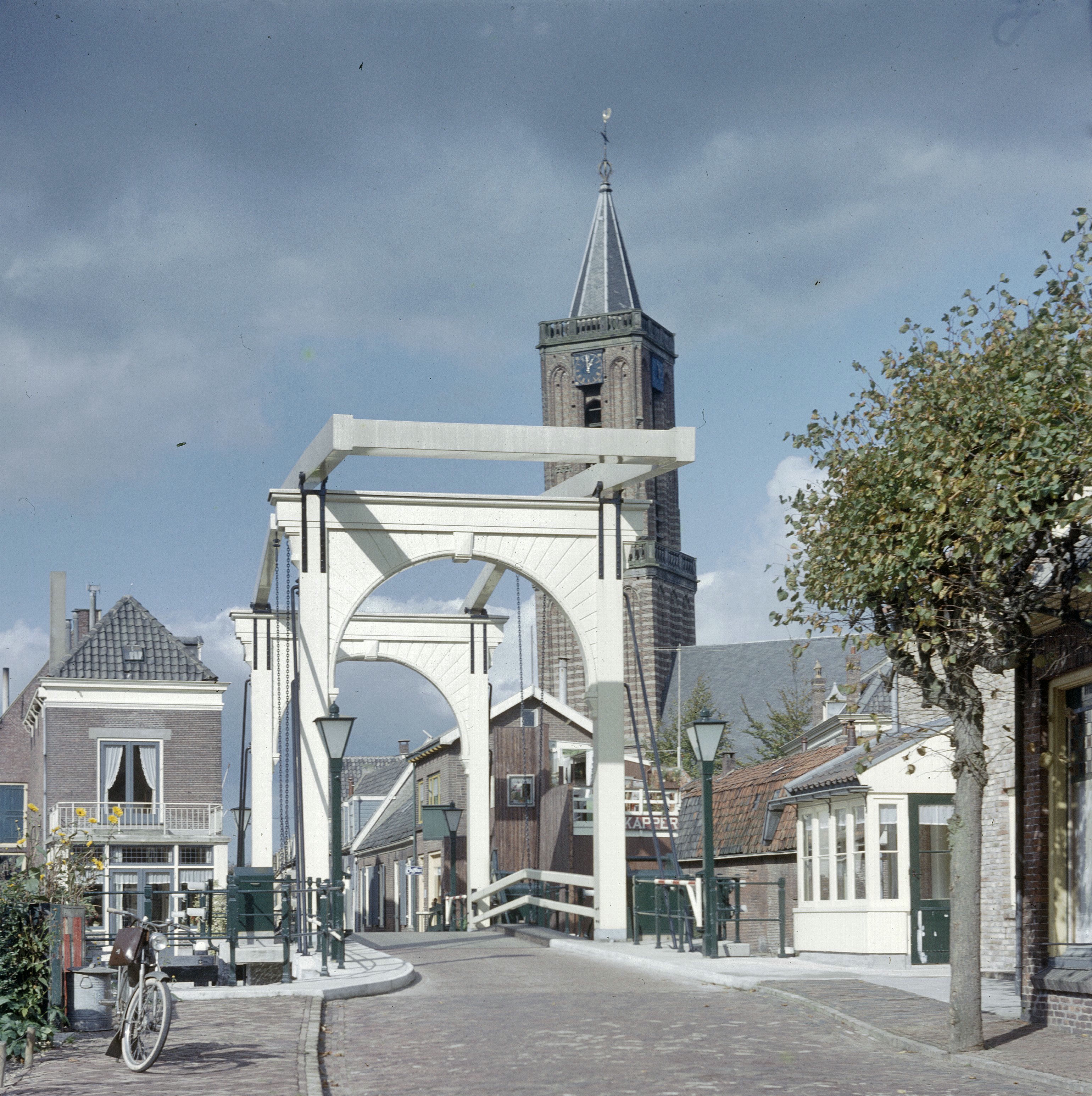
Dorpsbrug te Loenen.

De Dorpsbrug in de dorpskern van Loenen is een dubbele houten ophaalbrug. De brug is in 1954 gebouwd naar model van de eerste brug uit 1629. Ernaast staat op het adres Brugstraat 11 een brugwachterswoning.

### Vreelandbrug

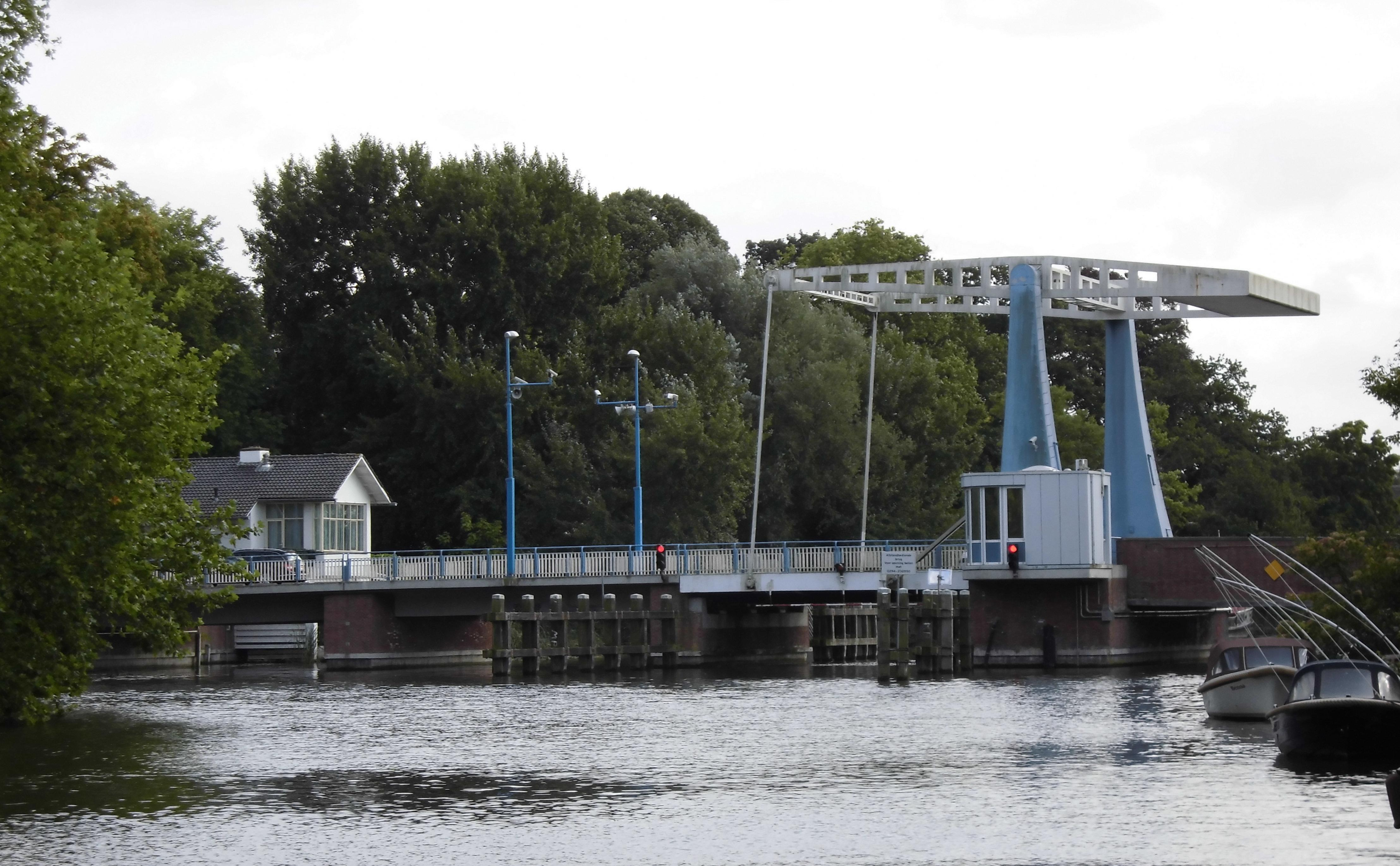
Vreelandbrug

De Vreelandbrug is een beweegbare brug in de provinciale weg 201 die ter hoogte van Vreeland de Vecht kruist. De brug vormt met een brugwachterswoning een rijksmonumentaal complex dat in 1939-1940 is gebouwd naar ontwerp van Willem Dudok. Het oorspronkelijke bedieningshuisje op de brug is in 1997 vernieuwd. In 1970 is een tweede brugwachterswoning bijgebouwd. De brug wordt op afstand bediend.

### Van Leerbrug

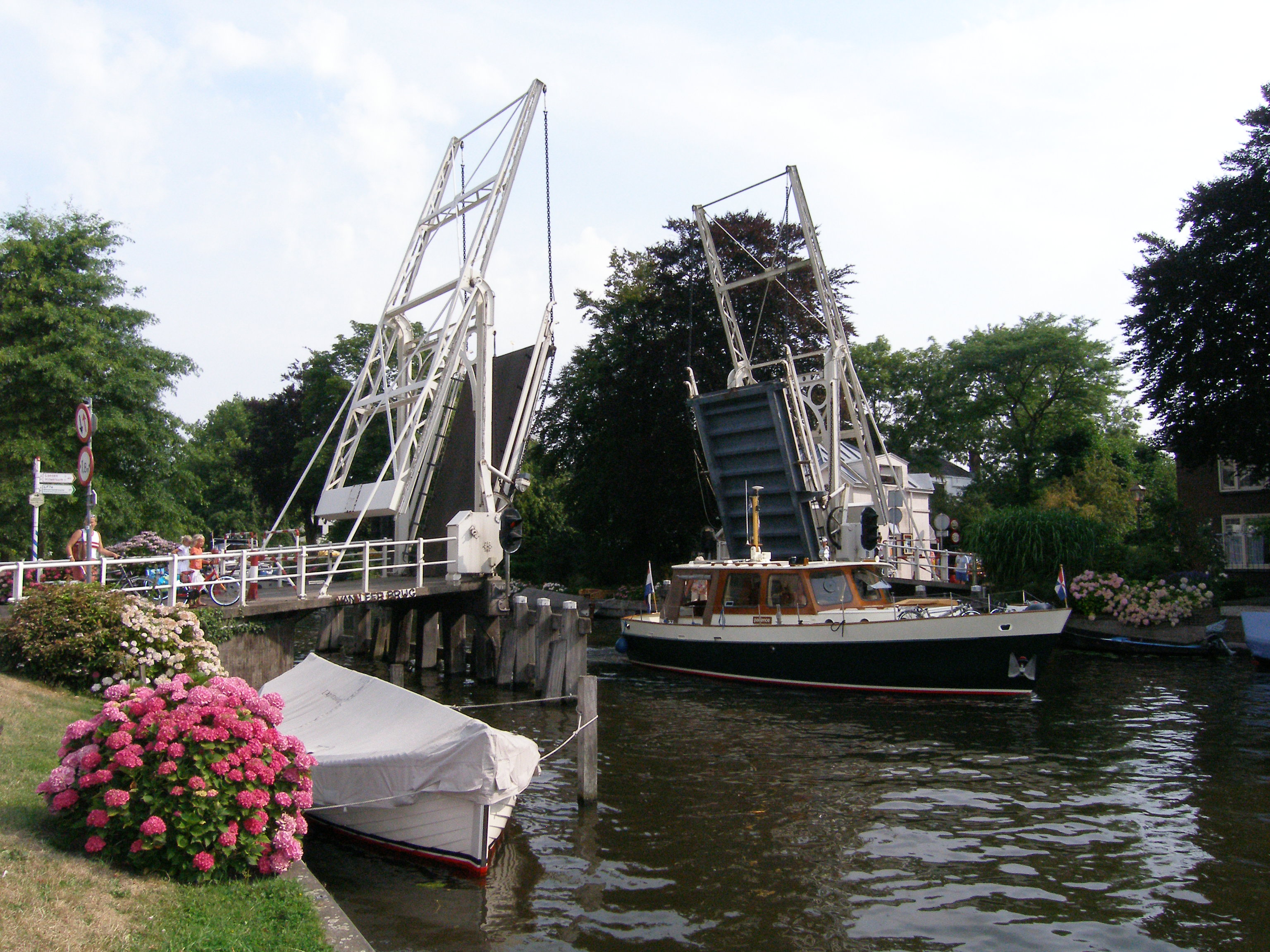
Van Leerbrug in Vreeland.

De Van Leerbrug is een dubbele ijzeren ophaalbrug in Vreeland. De brug is rond 1946 op deze locatie geplaatst ter vervanging van de in hout uitgevoerde brug die verwoest was. De Van Leerbrug is oorspronkelijk afkomstig uit Weesperkarspel en dateert uit 1888. Naastgelegen is een brugwachterswoning/tolhuis uit 1861. 

## Weesp

### Vechtbrug (Uitermeer)

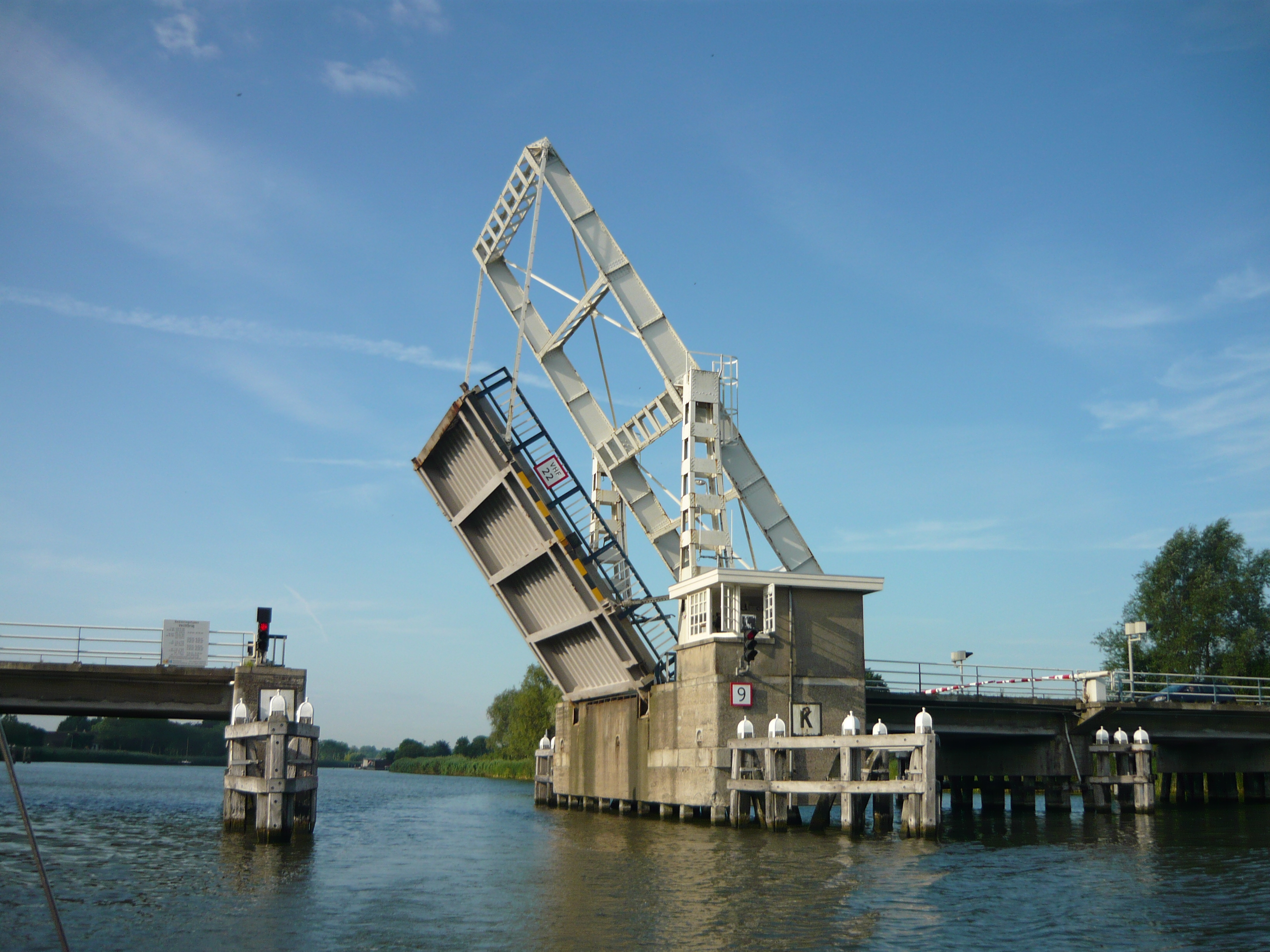
Vechtbrug in de N236.

Waar de provinciale weg 236 ter hoogte van Fort bij Uitermeer de Vecht kruist bevindt zich de beweegbare Vechtbrug Uitermeer. 

### Lange Vechtbrug (Weesp)

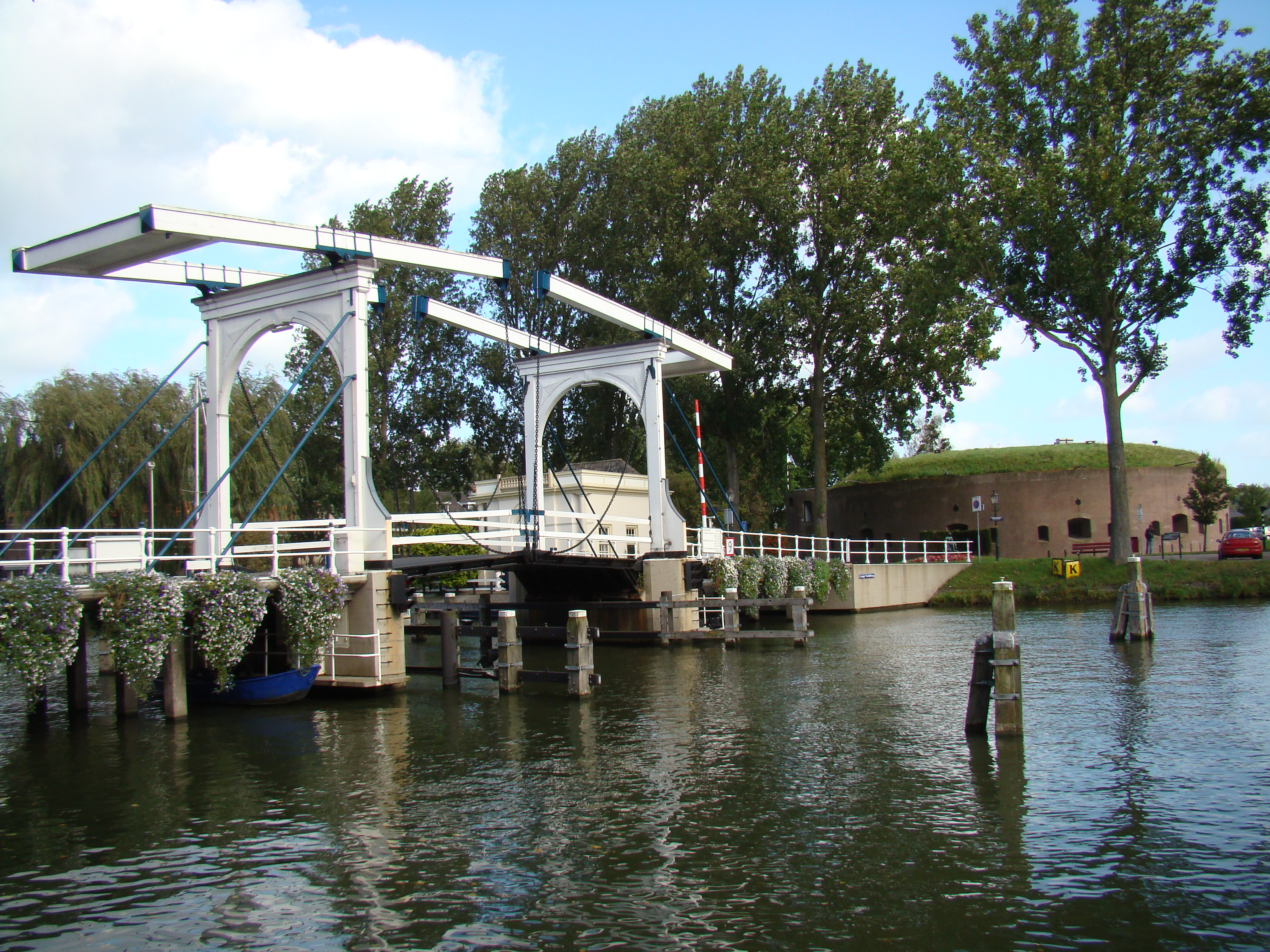
Dubbele klapbrug in Weesp.

In Weesp bevindt zich de Lange Vechtbrug bij de Hoogstraat. De gecombineerde twee houten ophaalbruggen zijn een rijksmonument. Naast de brug staat een brugwachtershuis dat ook een rijksmonument is.

### Spoorbrug (Weesp)

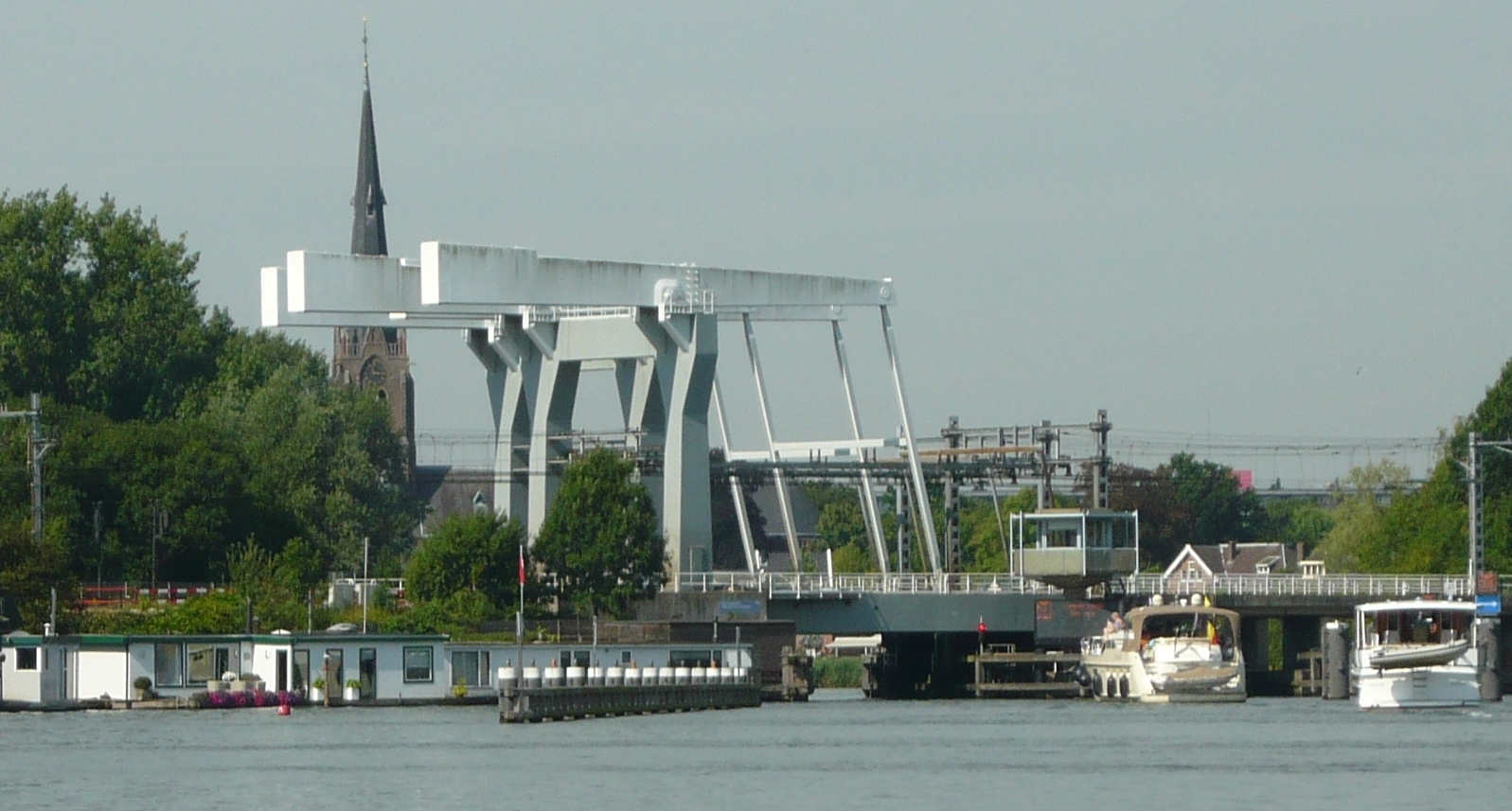
Spoorbrug te Weesp over de Vecht

In Weesp bevindt zich een dubbele brug waarover de spoorlijn Weesp - Lelystad en spoorlijn Amsterdam - Zutphen lopen. De bruggen zijn bedienbaar voor het verkeer over het water.

## GemeenteGooise Meren

### Aquaduct Vechtzicht in de A1
In het najaar van 2016 is het Aquaduct Vechtzicht in gebruik genomen. Deze is in gebruik voor het verkeer over de autosnelweg A1 dat nu onder de Vecht doorrijdt.

### Spieringbrug

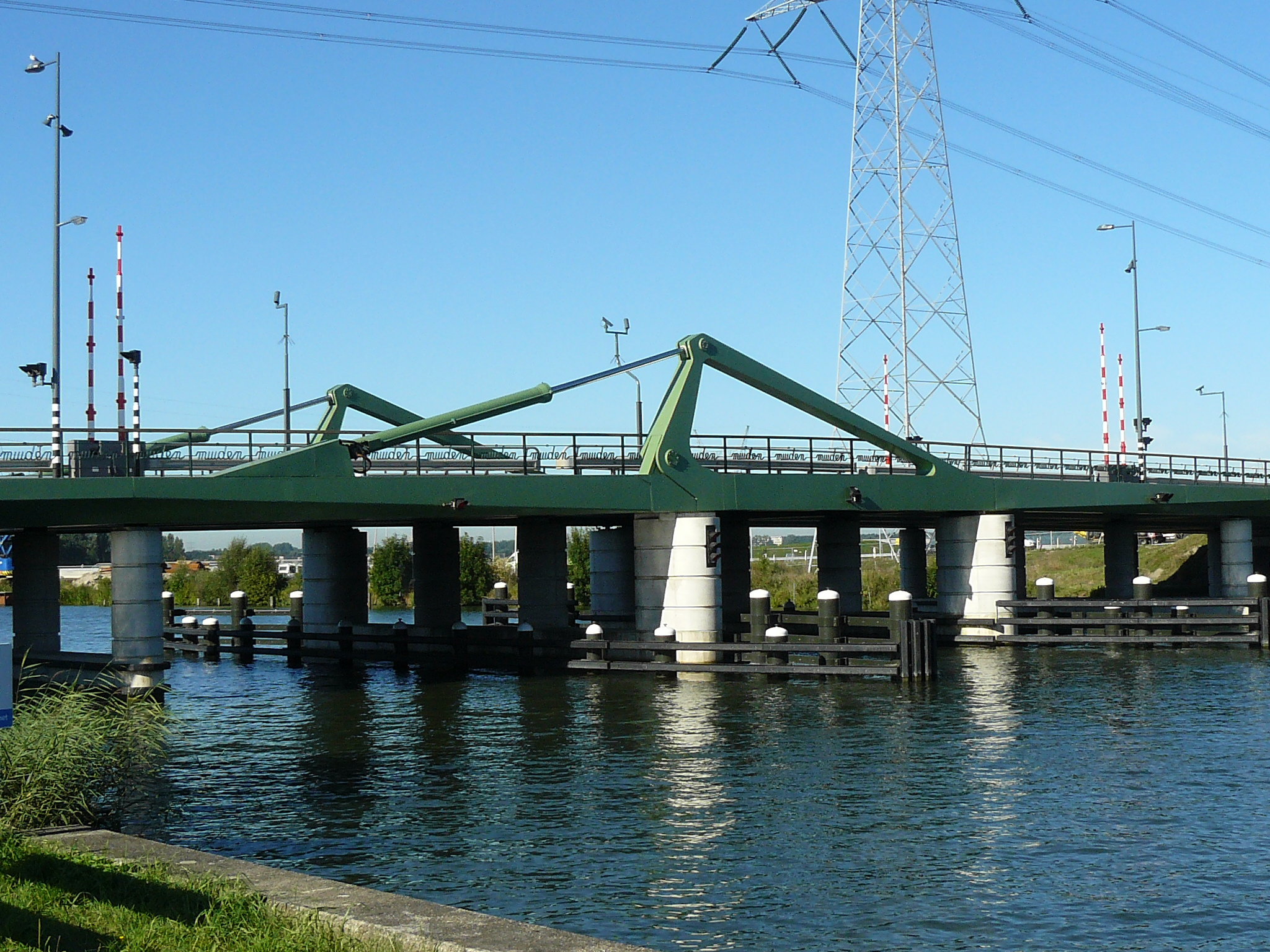
De Spieringbrug bij Muiden

Met de bouw is in 2014 gestart en op 18 september 2015 is de brug officieel geopend voor het lokale verkeer in en om Muiden.

### Gesloopte Vechtbrug in voormalig tracé A1

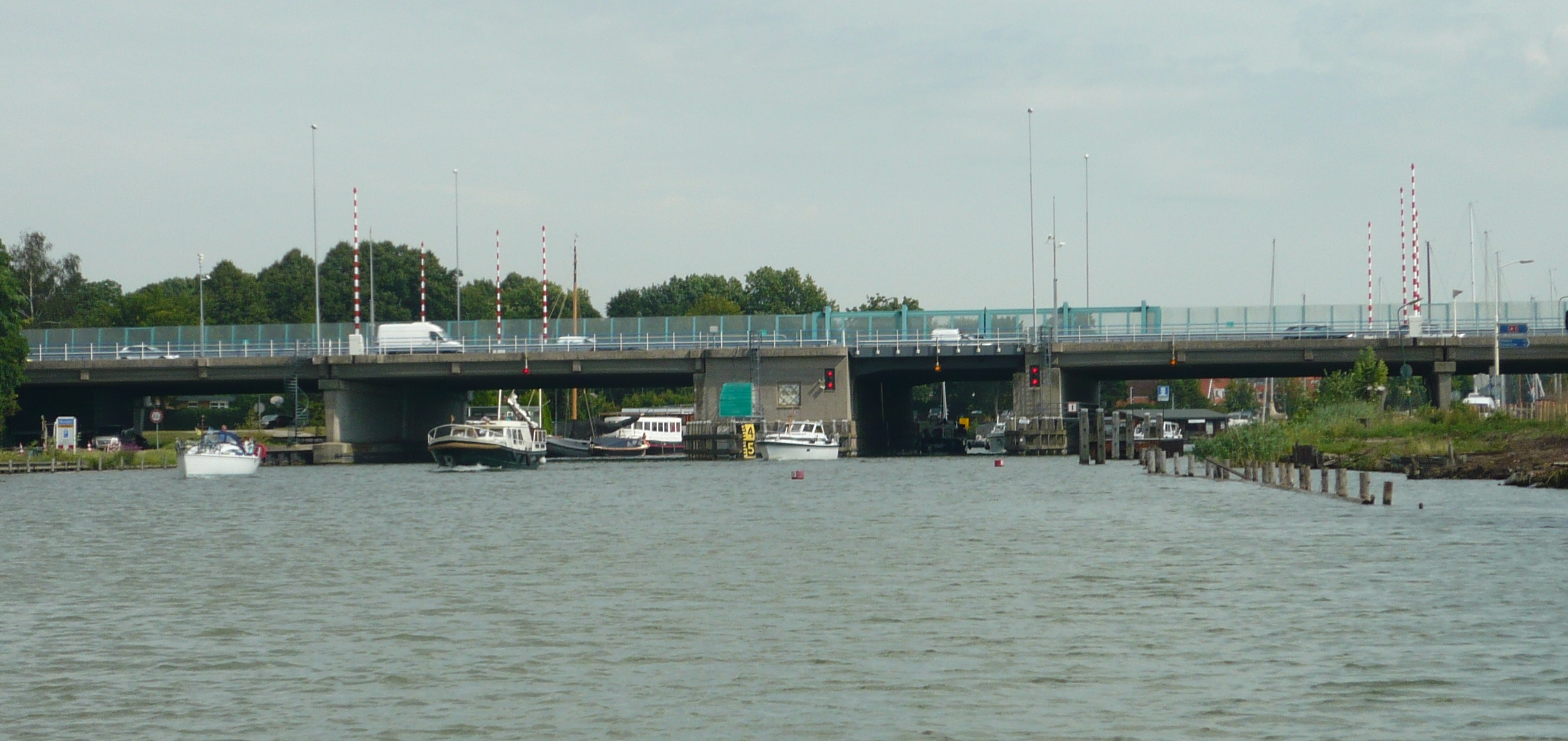
Vechtbrug te Muiden

Ter hoogte van Muiden lag een dubbele beweegbare basculebrug. Deze was tot september 2016 in gebruik voor het verkeer op de A1 over de Vecht, sindsdien loopt het snelverkeer onder het Aquaduct Vechtzicht door. Op 14 november 2016 begon Rijkswaterstaat met de sloop. De oude brug is in delen gesloopt en het werk was in april 2017 afgerond.

### Groote Zeesluis

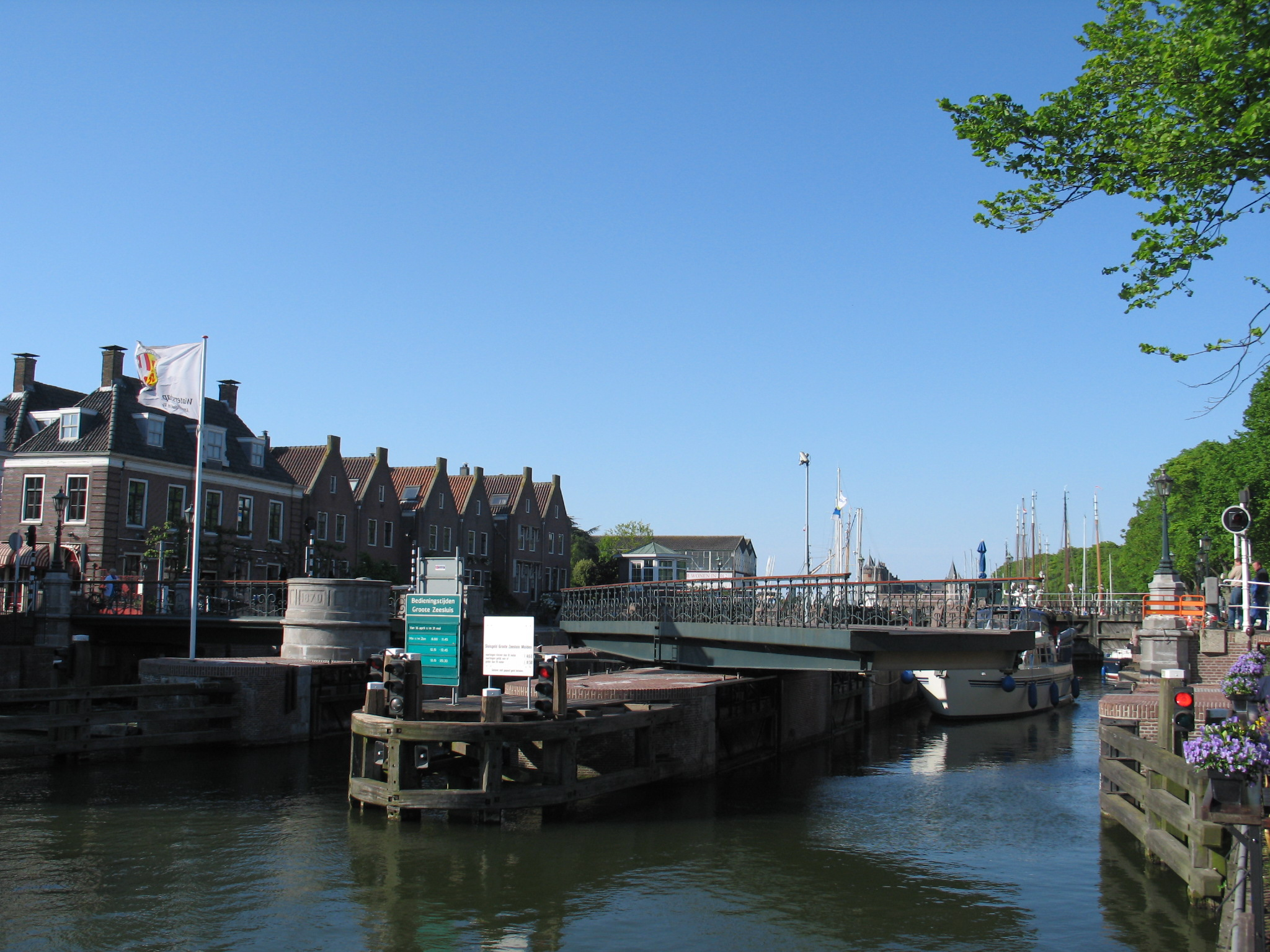
Groote Zeesluis met draaibrug in Muiden.

Bij de uitmonding van de Vecht in het IJsselmeer te Muiden ligt de Groote Zeesluis waarin zich een rijksmonumentale 19e-eeuwse draaibrug bevindt. Nabij staat aan de Sluisstraat 1 een rijksmonumentaal brugwachtershuis dat uit dezelfde periode dateert en dat anno 2018 tot particulier woonhuis wordt verbouwd.